# David Badía
David Badía (Gavà, 1974. szeptember 4. –) spanyol labdarúgó, edző. 2024 óta a ciprusi Etnikósz Ahna vezetőedzője.

## Pályafutása

### Labdarúgóként
Badía a spanyolországi Gavà városában született. Az ifjúsági pályafutását a helyi Gavà akadémiájánál kezdte.
1993-ban mutatkozott be a Gavà felnőtt keretében. 1995 és 2004 között az Europa, a Gavà, a Premià és az osztrák Sturm Graz csapatánál szerepelt. 

### Edzőként
2012-től 2016-ig a Barcelona utánpótlás-nevelő akadémiájánák edzője volt. 2016 és 2021 között a török Antalyaspornál és Fenerbahçénél, illetve a spanyol Almeríánál töltött be edzői pozíciókat. 2021-ben a ciprusi Etnikósz Ahna szerződtette. 2022-ben a AÉK Lárnakaszhoz, majd az Akritász Klórakaszhoz igazolt. 2023. március 21-én, Marcin Kaczmarek menesztése után a lengyel első osztályban szereplő Lechia Gdańsk vezetőedzője lett.